# متسامور

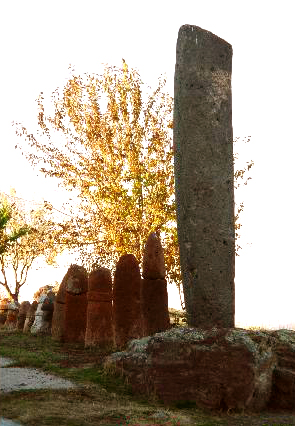
Metsamor archelogical site

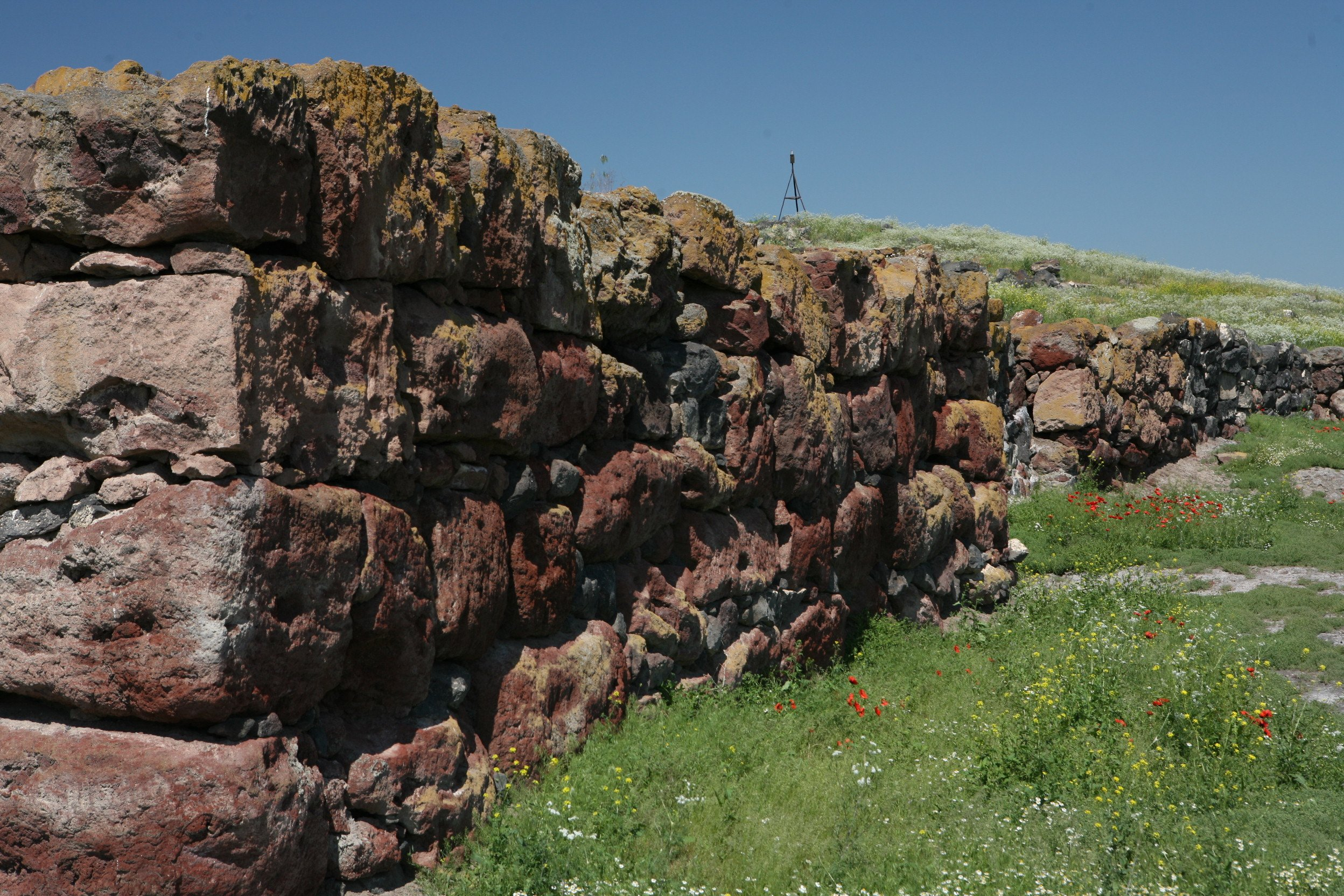
محل متسامور در ارمنستان

متسامور (به ارمنی: Մեծամոր) یک شهر در ارمنستان است که در استان آرماویر واقع شده‌است.  در  کیلومتری شمال آرماویر، مرکز استان آرماویر واقع شده است.

## تاریخچه
کاوش‌های باستان‌شناسی نشان می‌دهد که در این محل از هزاره چهارم تا سوم پ. م. فعالیت سرزندهٔ تمدنی وجود داشته است. در این شهر موزه‌ای نیز وجود دارد که آثار دوران برنز را در خود جای داده. در سردر موزه چندین سنگ‌تراشی باستانی به شکل آلت مردان به چشم می‌خورد که مربوط به آئین‌های باروری زمان باستان بودند.

## جغرافیا و آب و هوا
متسامور ۴ کیلومترمربع مساحت و ۹٬۱۹۱ نفر جمعیت دارد و در ارتفاع  متر بالاتر از سطح دریا قرار گرفته است.
== جمعیت‌شناسی ==مردم ارمنی و آذربایجان
ی باخم جمعیت آن را تشکیل میدهند.

## اقتصاد
نیروگاه هسته‌ای متسامور تنها نیروگاه هسته‌ای کشور ارمنستان در این شهر قرار گرفته است. شهر متسامور برای جای دادن کارکنان این نیروگاه ساخته شد. به خاطر زمین‌لرزه و خطرات ان این نیروگاه از سال ۱۹۸۹ تا ۱۹۹۶ میلادی تعطیل شد.